# Каубој
Каубој је по правилу мушкарац из америчке сеоске средине земљорадник чувар стоке у прерији.
Реч потиче из сеоске средине Северне Америке и као таково је одвођено из слова „cows“ крава и „boy“ младић- дечак. У почетку је употребљавано као кау- бој али је повлака временом изгубљена.
Слово је прошли из много књижевних дела и песама у вестерн филмове о дивљем западу и постала је ту омиљена личност филмова.

## Каубој данас
Каубојски занат се данас употребљава спорадично. Већином се појављује у оквиру месног колорита у агротуристици.